# Port Arthur/Transvaal
Port Arthur/Transvaal ist ein Stadtteil der Seehafenstadt Emden in Ostfriesland. Er liegt im Süden der Stadt nahe dem Hafen und ist als Arbeiterviertel etwa um das Jahr 1900 entstanden, als sich in Emden eine spürbare Industrialisierung vollzog; der Name erinnert an die Seeschlacht bei Port Arthur sowie den Burenkrieg in Südafrika in jener Zeit.
Ende Juni 2015 wurden in Port Arthur/Transvaal 4.951 Einwohner gezählt. Diese lebten auf einer Fläche von rund 11,64 km².

## Geografie

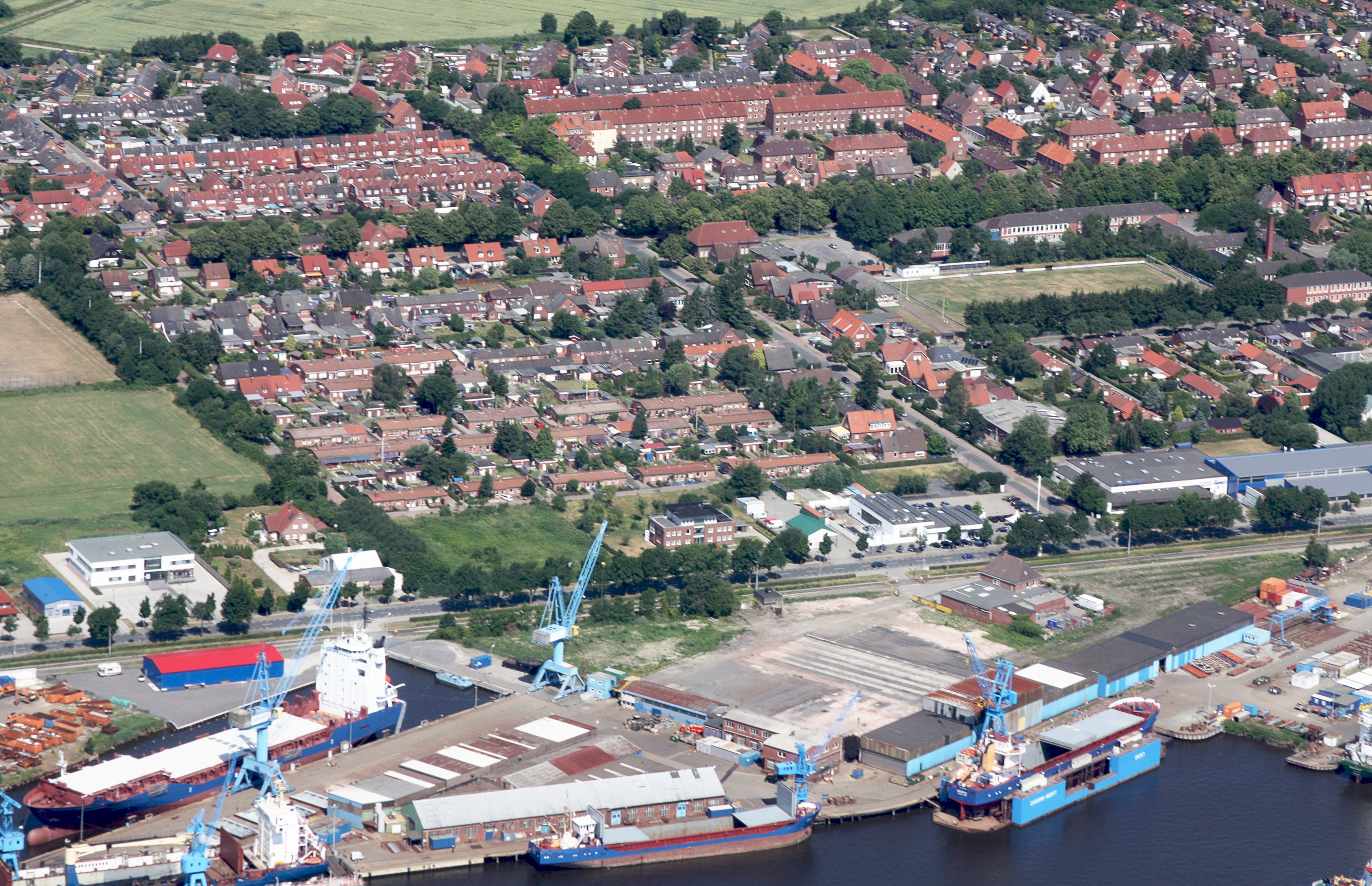
Luftbild eines Teils Transvaals,
im Vordergrund die Cassens-Werft

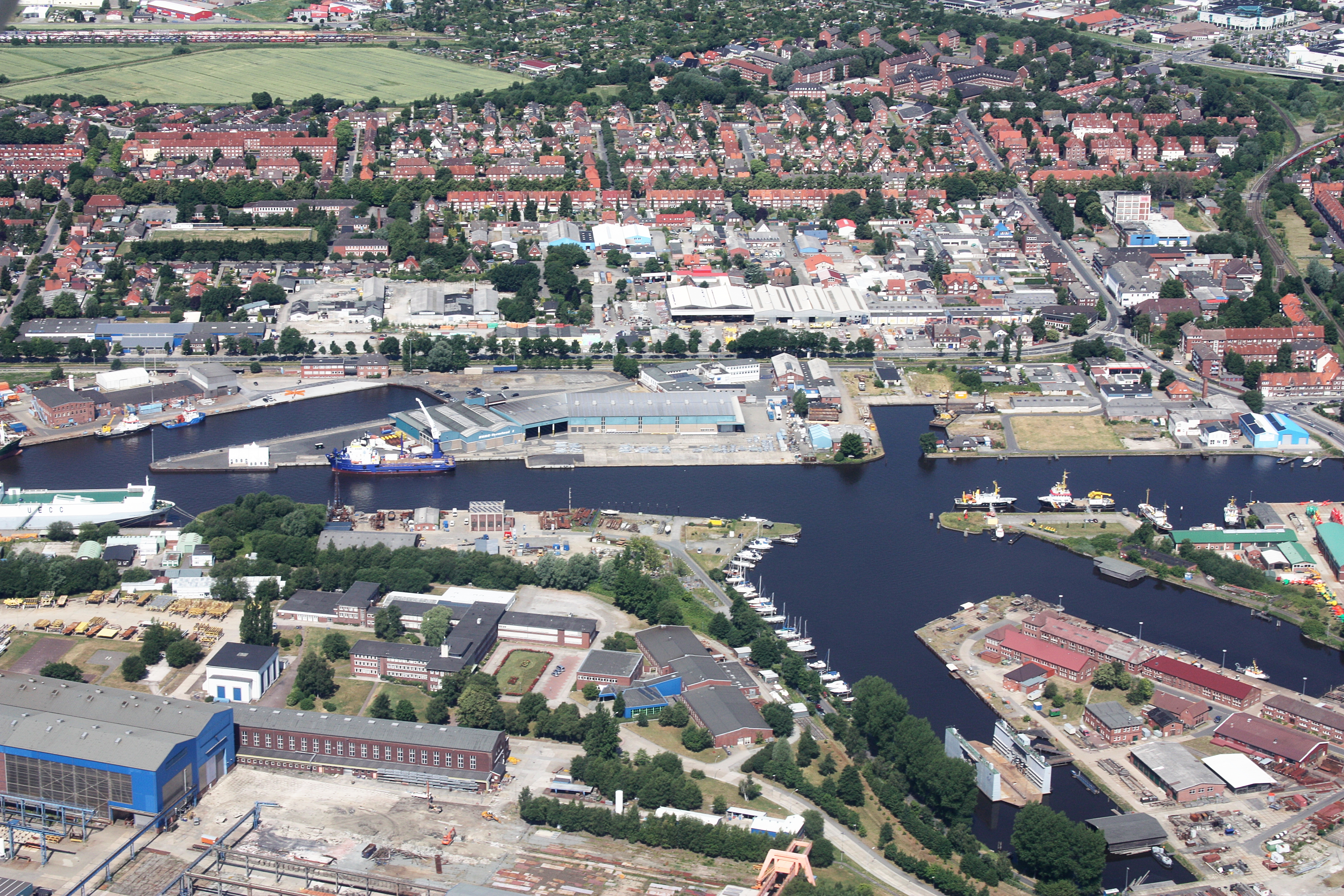
Luftbild eines Teils Transvaals,
im Vordergrund links die Nordseewerke

Die genaue Abgrenzung des Stadtteils ist von der Emder Stadtverwaltung kartografisch dokumentiert. Nach dieser Definition, die deutlich weiter gefasst ist als der eigentliche Siedlungskern, gehört unter anderem auch das Volkswagenwerk Emden zum Stadtteil Port Arthur/Transvaal. Es wird jedoch aufgrund seiner Lage im Larrelter Polder unmittelbar südöstlich des Stadtteils Larrelt unter den Emdern auch dem letztgenannten Stadtteil zugeordnet. Die Beschilderung der Stadt, die an den Einfallstraßen die Grenzen des Stadtteils anzeigt, folgt übrigens dieser statistischen Gliederung selbst nicht: Sie kennzeichnet nur den engeren, fast ausschließlich mit Wohnhäusern bebauten Teil als Port Arthur/Transvaal und lässt selbst direkt benachbarte Mischgebiete (Wohnen/Gewerbe) dabei ausgeklammert.
Die statistischen Grenzen des Stadtteils bilden ungefähr eine Teilstrecke der Bahnlinie Leer–Emden, die Bahn-Stichstrecke zum VW-Werk, die Frisiastraße (Verlängerung der A 31), die Larrelter und die Wolfsburger Straße, der Seedeich und eine gedachte Linie durch den Neuen Binnenhafen sowie das Emder Fahrwasser. Damit umfasst das Gebiet des Stadtteils Port Arthur/Transvaal auch einen wesentlichen Teil des Emder Hafens, unter anderem den Außenhafen mit dem Fähranleger nach Borkum und den Autoport, den drittgrößten Autoverladehafen Europas. Auch die Cassens-Werft und weitere Betriebe in den Gewerbe- und Industriegebieten zählen zum Stadtteil. Im Westen grenzt Port Arthur/Transvaal an Logumer Vorwerk (Grenze im Larrelter Polder), im Nordwesten an Larrelt, im Norden an Constantia, im Nordosten an das Behördenviertel und im Osten an die Kolonie Friesland und Borssum.
Während die Einwohner anderer Emder Stadtteile vom Stadtteil zumeist nur verkürzt als Transvaal sprechen und dabei beide Teile des Stadtteils meinen, unterscheiden die Bewohner des Viertels selbst recht genau zwischen Port Arthur und Transvaal. Die Grenze zwischen beiden Teilen bildet die Saxumer Straße. Port Arthur liegt näher zur Innenstadt, Transvaal weiter außerhalb. Die ersten Häuser des Stadtteils entstanden im Teil Transvaal, seinerzeit also vom Stadtzentrum Emdens weit entfernt. Im Volksmund heißt es im Übrigen oftmals, man wohne auf Transvaal, nicht in Transvaal, wie es auch bei vielen anderen ostfriesischen Orten üblich ist.

## Geschichte

### Frühgeschichte
Weite Teile des Gebiets im heutigen Port Arthur/Transvaal waren bis ins 19. Jahrhundert noch Wattflächen, zum Großteil floss dort in früheren Jahrhunderten noch die Ems entlang. Der südlichste Teil, das ehemalige Dorf Nesserland, hingegen gehörte bis zur Zweiten Cosmas- und Damianflut am 25./26. September 1509 zum gegenüberliegenden Ufer der Ems, dem Rheiderland.

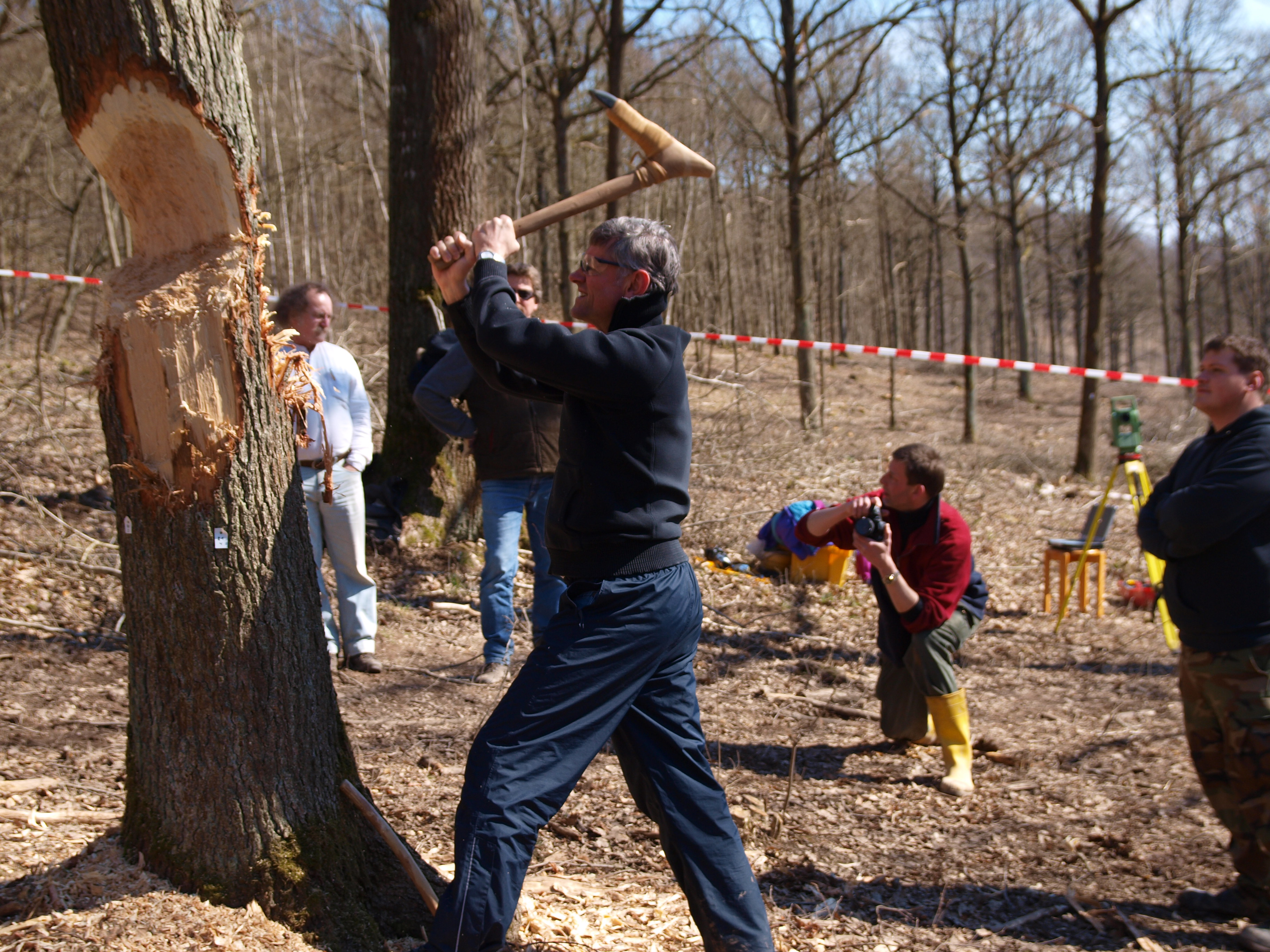
Baumfällversuch mit der Rekonstruktion eines (bandkeramischen) Dechsels im experimentalarchäologischen Feldversuch

Aus der Mittelsteinzeit sind entlang der Ems Funde gemacht worden, die auf die Anwesenheit von Menschen hindeuten. Selbiges gilt für die benachbarten, aber deutlich besser erforschten Nordostniederlande. Aus dem Emder Hafen wurden bei Baggerarbeiten zwei donauländische Dechsel geborgen, darüber hinaus ein Flintbeil und ein Tongefäß aus der Trichterbecherkultur. „Möglicherweise konnte der Emsuferwall bei einem Stillstand des Meeresspiegelanstiegs auf den Ablagerungen der Calais-II-Transgression besiedelt werden. Etwa eintausend Jahre später war das auf den Ablagerungen der Calais-III-Transgression offenbar wieder möglich.“
Die Flussmarsch der Ems wurde ab der älteren vorrömischen Eisenzeit, etwa im 7. Jahrhundert v. Chr., planmäßig besiedelt, und zwar vor allem das Südufer – im Emder Stadtgebiet also der Bereich Nesserland. Die Menschen siedelten auf einem schmalen Streifen auf dem Emsuferwall, der sowohl Schutz vor dem Wasser des Flusses bot als auch hoch genug gelegen war, um die Moräste des Sietlandes zu umgehen. Dieses hatte sich westlich des Emsuferwalls gebildet, als sich durch einen Anstieg des Meeresspiegels das Emswasser zunehmend staute und der natürlich Abfluss des Regenwassers aus dem Hinterland immer mehr ins Stocken geriet. Die Siedler fanden, vom Fluss aus betrachtet landeinwärts, eine von der Tide beeinflusste Schilfzone, Weichholzauen mit Weidengebüschen und -wald sowie Hartholzauen mit Ulmen, Erlen, Eichen und Eschen vor. Entsprechende Gebiete in der Gemeinde Jemgum sind mittlerweile gut erforscht. Die Marschsiedlungen erlaubten sowohl Viehzucht als auch Ackerbau. Unter den Nutztieren waren Rinder und Schafe vorherrschend. Genutzt wurde bei den Rindern deren Fleisch, Milch, Knochen und Fell, außerdem dienten sie als Zug- und Lasttiere. Inwieweit dies auch auf das Pferd zutraf, ist bis dato nicht festzustellen gewesen. Schafe lieferten darüber hinaus Wolle. Über weitere Haustiere, etwa Geflügel, ist ebenfalls noch nichts bekannt. Der Fischfang war trotz der Nähe zum Fluss nur von untergeordneter Bedeutung.

### Mittelalter

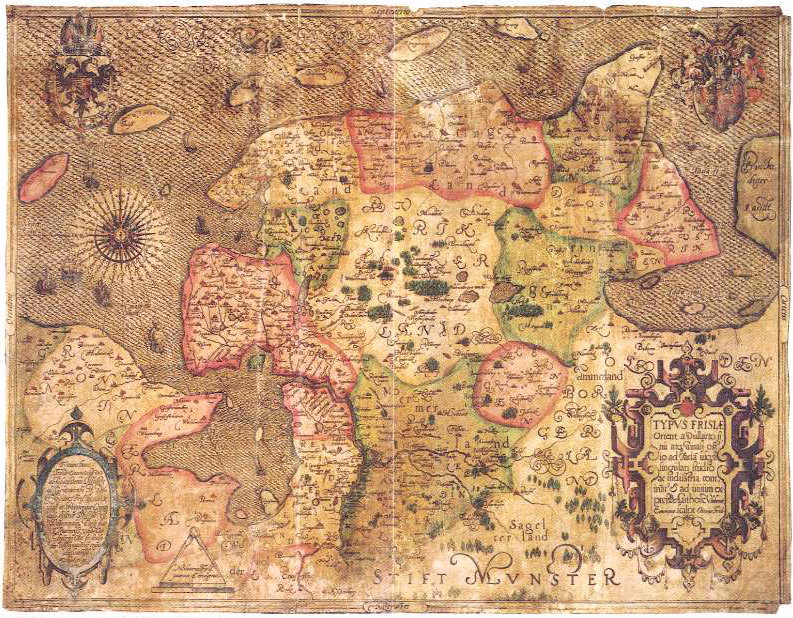
Auf der Ostfriesland-Karte von Ubbo Emmius (1595) ist die Insel Nesserland (grün) am gegenüberliegenden Ufer Emdens deutlich zu erkennen (linker unterer Quadrant).

1509 brach die Zweite Cosmas- und Damianflut (25./26. September) über den Landstrich herein. Sie schuf den Dollart und durchbrach die Halbinsel, auf der sich Nesserland befand. Die Ems floss seitdem an Emden vorbei auf geradlinigem Weg in die Nordsee – unterbrochen nur von einer kurzen Phase um das Jahr 1600, als das Nesserlander Höft gebaut wurde, das die Ems wieder in den nördlichen Bogen am Emder Stadtkern vorbeizwang. Es hielt jedoch nur wenige Jahrzehnte.
Aus der früheren Halbinsel Nesserland war 1509 eine kleine Insel geworden, umgeben von der Ems und im Norden vom ständig auszuspülenden Fahrwasser zum Emder Hafen sowie Wattflächen. An das Dorf Nesserland erinnern heute noch die Hauptverkehrsstraße des Stadtteils, die Nesserlander Straße, die dort befindliche ehemalige Grundschule Nesserland und ein kleines, inzwischen weitgehend überwuchertes, ehemaliges Friedhofsgelände, auf dem jedoch keine Grabsteine mehr zu erkennen sind.

### Kaiserzeit

Eindeichung von Poldern am Dollart

In der Mitte des 19. Jahrhunderts, insbesondere aber nach den deutschen Einigungskriegen, begannen Überlegungen, das Gebiet im Süden des Emder Stadtkerns einzudeichen und so Flächen für eine Hafenerweiterung und für Industrieansiedlungen zu gewinnen. In den Jahren 1873/1875 wurde schließlich durch Eindeichung der Kaiser-Wilhelm-Polder dem Meer abgerungen. Auf dessen Gebiet befindet sich heute der Kern des Stadtteils Port Arthur/Transvaal. Das VW-Werk hingegen, das sich westlich des Stadtteilkerns befindet, liegt in dem erst zwischen 1912 und 1923 eingedeichten Larrelter Polder. Das ehemalige Dorfgebiet Nesserlands liegt heute also ganz im Süden Port Arthur/Transvaals, fast direkt an der Ems.

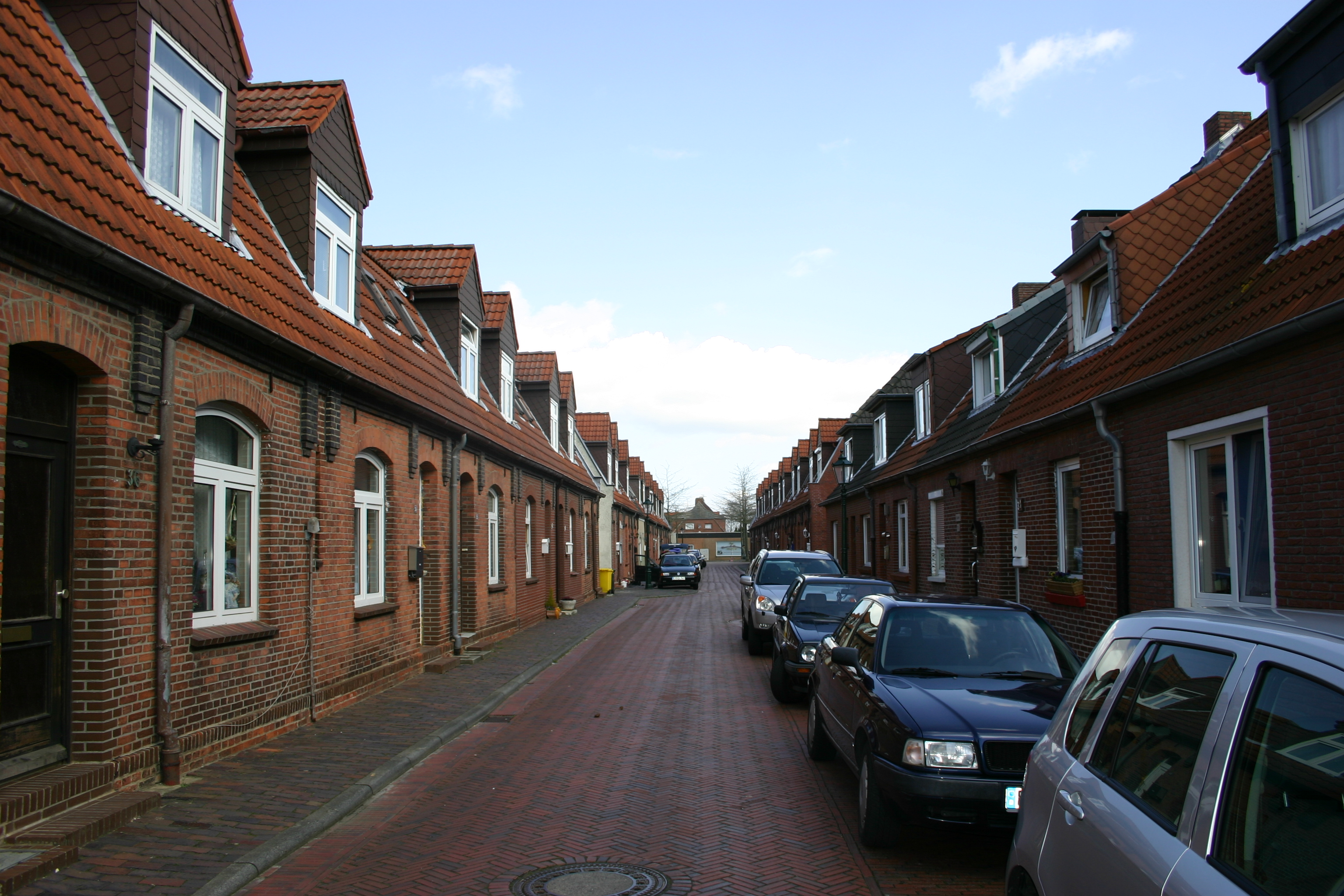
Blick in die Torumer Straße, historischer Kern des Arbeiterviertels

Der Stadtteil ist ab 1901 als Arbeitersiedlung für Hafenbeschäftigte entstanden. Er befindet sich in unmittelbarer Nähe der Westseite des Emder Hafens. So zog etwa die bis dahin am Falderndelft im Emder Stadtzentrum gelegene Cassens-Werft in den neu erbauten Teil des Hafens um. Die Nordseewerke wurden 1903 gegründet. Der Umschlag von Kohle aus dem Ruhrgebiet und von Erz für das Ruhrgebiet nahm rasch zu. Emden begann in jener Zeit, der Seehafen des „Kohlenpotts“ zu werden. Die Einwohnerzahl der Stadt Emden stieg an, und besonders für die Beschäftigten in den wachsenden Industrie- und Hafenbetrieben bestand Bedarf für Wohnraum – idealerweise nahe der Arbeitsstätten. Der erst wenige Jahrzehnte zuvor eingedeichte Kaiser-Wilhelm-Polder bot sich aus den genannten Gründen als Standort für ein neu zu errichtendes Arbeiterviertel an.
Eine größere Zahl der zu jener Zeit erbauten Gebäude steht noch heute, darunter in den Straßenzügen Torumer Straße und Wilgumer Straße, wo sich die ältesten Gebäude des Stadtteils überhaupt befinden. Benannt wurde Port Arthur/Transvaal nach zwei Ereignissen aus dem ersten Jahrzehnt des 20. Jahrhunderts: der Seeschlacht bei Port Arthur im Zuge des Russisch-Japanischen Krieges sowie der Provinz Transvaal in Südafrika, zu jener Zeit Schauplatz des Burenkrieges.

### Weimarer Republik
In den Jahren der Weimarer Republik war Port Arthur/Transvaal neben dem 1928 eingemeindeten Stadtteil Borssum und der Werftarbeiter-Kolonie Friesland eine der Hochburgen der KPD in der Hafenstadt. Die KPD lag in diesen drei Stadtteilen bei der Kommunalwahl 1928 noch vor der SPD, die allerdings in anderen Stadtteilen ebenfalls über Rückhalt verfügte und somit stadtweit knapp vor der KPD lag: Die Sozialdemokraten erhielten acht Sitze im Bürgervorsteherkollegium (Stadtrat), die Kommunisten sieben. Liberale Parteien blieben in Port Arthur/Transvaal ohne Erfolge, wo sich der hohe Anteil von Beschäftigten auf den drei Werften, in den Hafenumschlagsbetrieben, in der Schifffahrt und in der Heringsfischerei bemerkbar machte. Nach einer Versammlung des rechtsgerichteten Stahlhelms zogen Mitglieder dieser Gruppierung in provozierender Absicht durch den Stadtteil, woraufhin sie nach einem Bericht der kommunistischen Bremer Arbeiter-Zeitung mit manchen „Erfrischungen“ aus der dritten und vierten Etage „gebührend empfangen“ wurden. In den folgenden Jahren bis 1933 verschärfte sich auch in Emden der Kampf der beiden Arbeiterparteien SPD und KPD gegeneinander, wozu Einflüsse der KPD-Bezirksleitung in Bremen beigetragen haben. Die Sozialdemokraten mobilisierten in den folgenden Jahren zumeist mehr Mitglieder als die KPD, so etwa bei getrennten Umzügen am Ersten Mai. Die Kommunalwahl 1929 brachte den Kommunisten in den Arbeitervierteln Verluste, sie verlor einen Sitz im Bürgervorsteher-Kollegium (von sieben auf sechs).
1925 entstand im Hafen in unmittelbarer Nähe zur Großen Seeschleuse eine weitere kleine Hafenarbeitersiedlung an der Narvikstraße, so benannt nach einem der Haupt-Exporthäfen für nach Emden importiertes Eisenerz.

### Nationalsozialismus
Nach der „Machtergreifung“ blieb Port Arthur/Transvaal noch über mehrere Jahre eine Hochburg des kommunistischen Widerstands in Emden. In einem großen Schlag der Nationalsozialisten gegen die kommunistische Widerstandsbewegung wurde der Widerstand 1937 gebrochen. Eine nicht genauer bekannte Zahl von KPD-Mitgliedern wurde verhaftet, mehrere kamen in der Haft ums Leben. Darunter sind der Zimmermann Karl Staub, der am 14. September 1937 im Auricher Gestapo-Gefängnis ermordet wurde und damit das erste kommunistische Opfer des NS in Emden war. Der Seemann Emil Winkels wurde nach Verhaftung und Zuchthaus vermutlich in die SS-Sondereinheit Dirlewanger gepresst und gilt seit Anfang 1945 als in der Slowakei verschollen. Der Hafenarbeiter Conrad Frese wurde am 18. April 1944 in einem Militärstraflager in Franopole (Lettland) auf der Flucht erschossen. Der Bäcker Jonny Janssen und der Werftarbeiter Harm Giesen wurden nach Verbüßung ihrer Zuchthausstrafe in das KZ Neuengamme gebracht und kamen Anfang Mai 1945 beim Untergang der Cap Arcona in der Neustädter Bucht ums Leben.
Zu den Verfolgten aus dem kirchlichen Bereich zählte der reformierte Pastor Hermann Immer. Er hatte es bereits kurz nach den ersten Verhaftungen von Kommunisten 1933 verstanden, den Kontakt zu einigen Insassen aufrechtzuerhalten und sich dadurch großen Respekt in der Emder Arbeiterschaft erworben. In einem Schlussgebet einer Predigt, gehalten kurz nach Kriegsbeginn am 3. September 1939, sagte er: „Herr, Du hättest allen Grund, vor uns und unserem Volk Dein Angesicht zu verbergen und uns im Zorn zu verstoßen, weil wir uns von Dir abgewandt haben (…).“ Daraufhin wurde er von der Gestapo in „Schutzhaft“ genommen, nach Streikandrohungen von Hafenarbeitern jedoch wieder entlassen. Bis 1941 erhielt er allerdings ein Tätigkeitsverbot.
Wie im übrigen Emder Stadtgebiet auch, entstanden nach 1940 eine Reihe von Luftschutzbunkern in dem Stadtteil. Insgesamt vier größere und eine Vielzahl kleinerer Bunker boten im Falle von Luftangriffen Schutz.

### Nachkriegszeit

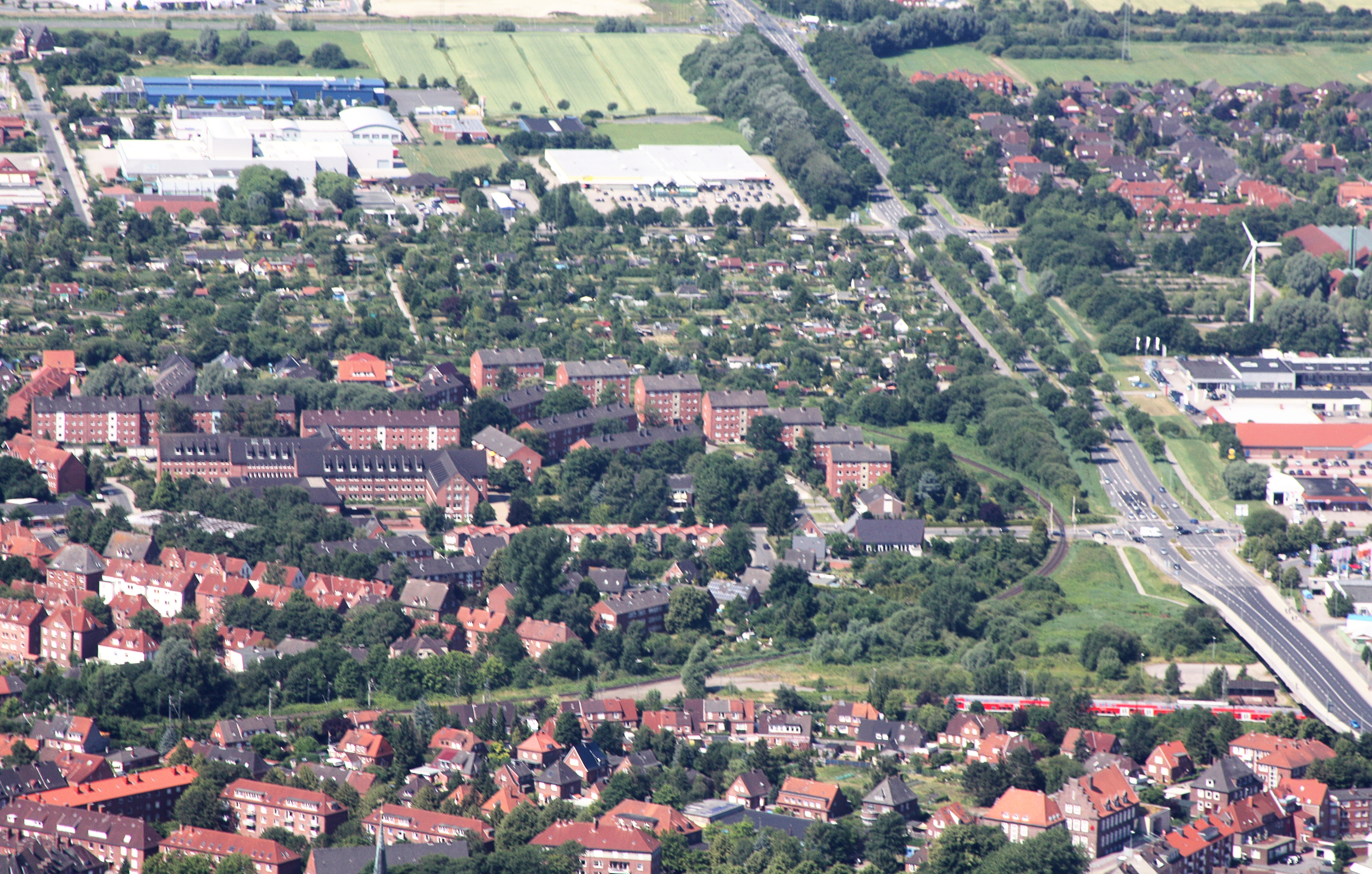
Die sogenannte VW-Siedlung entstand in der zweiten Hälfte der 1960er-Jahre, dahinter Schrebergärten

Nachdem Emden am 6. September 1944 schwer zerstört worden war, nutzte die Stadtverwaltung auch Freiflächen im Stadtteil Port Arthur/Transvaal zur Errichtung von Barackenlagern. Dies war umso nötiger, als die Stadt trotz der Zerstörungen auch Flüchtlinge aus den Ostgebieten des Reiches aufgenommen hatte.

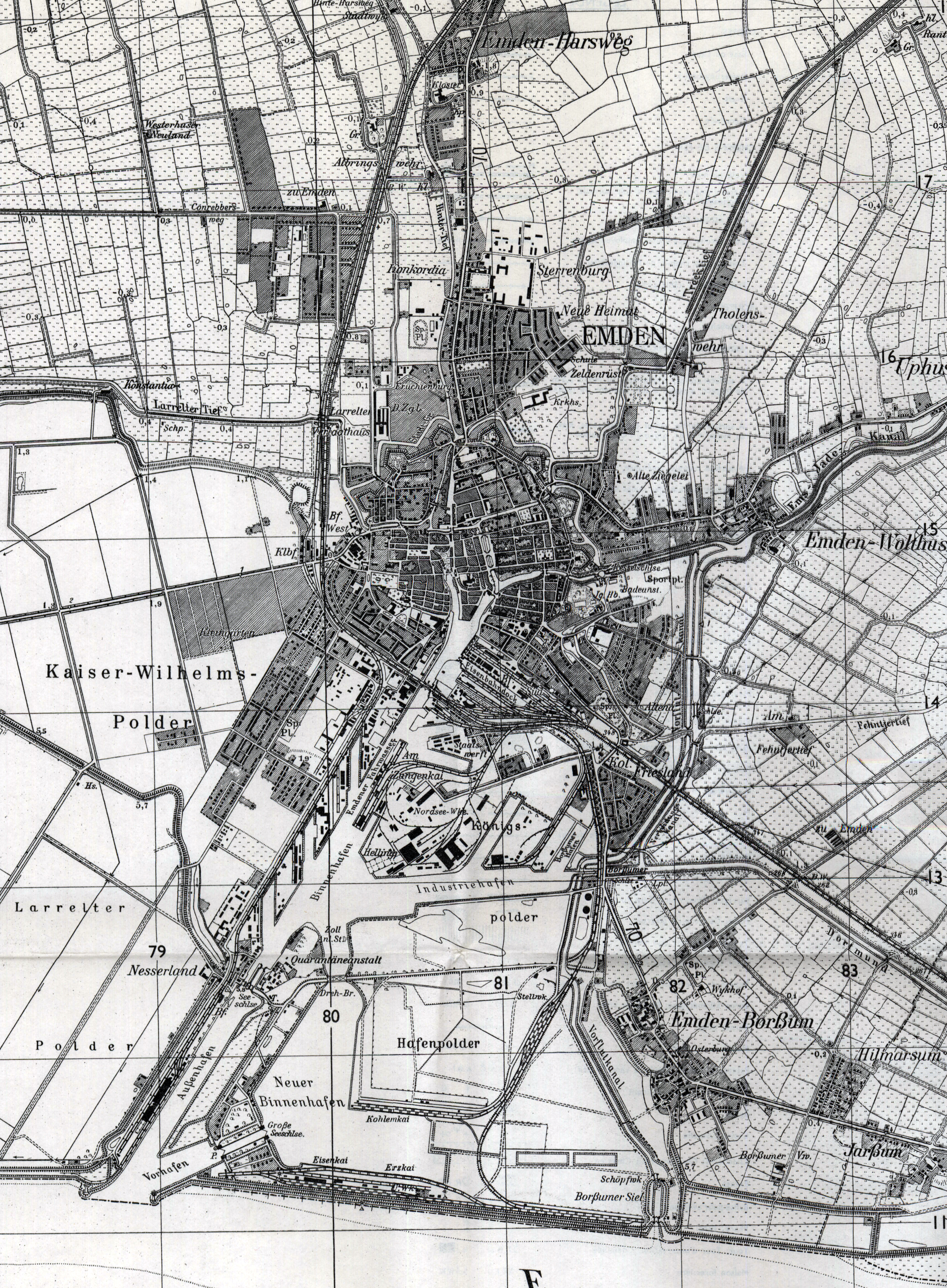
Topographische Karte Emdens von 1954: In Port Arthur/Transvaal (links unten) ist das Gebiet zwischen Bahngleisen, Althusiusstraße, Cirksenastraße und Torumer Straße ebenso bebaut wie die Siedlung zwischen Oder- und Rheinstraße.

An der Cirksenastraße, Fletumer Straße, Wilgumer Straße, Torumer Straße und an der Graf-Johann-Straße entstanden 1950 mehrere mehrgeschossige Wohnhäuser, die damals halfen, die nach dem Krieg erhebliche Wohnungsnot im stark zerstörten Emden abzumildern. Port Arthur/Transvaal nahm beim Wohnungsbau in den 1950er-Jahren eine hervorgehobene Stellung ein, neue Straßen wie der Loggerweg und der Körmeisterweg wurden angelegt und bebaut. In den 1950ern entstanden nicht nur neue Wohnbauten als Ersatz für die Wohnraumverluste; auch Händler folgten ihren Kunden und eröffneten Geschäfte in den neuen Wohnquartieren, was in jenem Jahrzehnt stark zu Lasten der Innenstadtentwicklung ging. Südlich der Hansastraße wies die Stadt Emden 1951 ein Gewerbegebiet aus, das mangels Nachfrage von Gewerbetreibenden jedoch noch längere Zeit öde blieb. Erfolgreicher arbeitete zu Beginn der 1950er-Jahre die Erdnussfabrik Ültje, deren Produkte sich zunehmender Beliebtheit erfreuten. Das freigewordene Gebäude der Wasserschutzpolizei wurde 1953 in die Nesserlander Schule umgewandelt. 1953 verband erstmals eine regelmäßige Buslinie Port Arthur/Transvaal und die Innenstadt.
Nach dem Bau des VW-Werks entstanden an der Schwabenstraße Werkswohnungen in vierstöckigen Häusern. Der Stadtteil ist in den 1980er und 1990er Jahren umfassend saniert worden. Der Startschuss dazu wurde 1978 mit einer Unterschriftensammlung von 87 Bürgern gegeben.
Die Siedlung an der Narvikstraße soll in absehbarer Zeit zugunsten von Hafenbetriebsflächen verschwinden.

## Politik
Als gewachsenes Arbeiterviertel ist Port Arthur/Transvaal seit Jahrzehnten eine Hochburg der SPD in der ohnehin schon stark sozialdemokratisch geprägten Stadt. So erreichte die SPD bei den jüngsten Kommunalwahlen am 10. September 2006 in jedem der Wahllokale um die 60 Prozent und teils auch deutlich mehr Stimmenanteil. Auch das Wahllokal mit dem höchsten Stimmenanteil für die SPD in Emden bei jener Wahl lag in Transvaal: Dort entfielen auf die Sozialdemokraten 73,7 Prozent der Stimmen. Bei den zeitgleich stattfinden Oberbürgermeisterwahlen errang der SPD-Kandidat (und Amtsinhaber) Alwin Brinkmann mehr als 70 Prozent in allen Stadtteil-Wahllokalen, in einem Falle gar 82 Prozent.
Auch bei Landtags- und Bundestagswahlen ergibt sich stets eine Mehrheit für die SPD. Bei der Bundestagswahl 2013 gaben die Einwohner des Stimmbezirks Port Arthur der SPD 50,15 Prozent der Zweitstimmen. Die Linke kam dort auf 10,68 Prozent und lag damit klar über dem stadtweiten Ergebnis, während die CDU mit 19,96 Prozent klar unter ihrem stadtweiten Resultat blieb. Im Wahlbezirk Arbeitsamt errangen die SPD 57,34 Prozent der Stimmen, die CDU 22,84 und die Linke 3,96 Prozent. Im Wahlbezirk Transvaal kamen die Sozialdemokraten sogar auf 62,01 Prozent der Stimmen, während die CDU mit 13,22 Prozent nur etwa die Hälfte des Emder Durchschnittsergebnisses erreichte. Die Linke errang dort mit 9,22 Prozent ein überdurchschnittliches Ergebnis. Grüne und FDP blieben in allen drei Wahlbezirken unter dem Emder Gesamtergebnis. Die Wahlbeteiligung blieb mit 46,72 (Port Arthur) bis 56,34 Prozent (Transvaal) nicht nur deutlich unter dem Emder Durchschnitt, sondern noch deutlicher unter dem bundesrepublikanischen. Zum Vergleich: Im gesamten Stadtgebiet erreichte die SPD 48,59, die CDU 25,98, die FDP 3,13, die Grünen 9,15 und die Linken 6,04 Prozent. Auf sonstige Parteien entfielen stadtweit 7,04 Prozent. Die Wahlbeteiligung lag bei 67,2 Prozent.

## Religion
Von den 4940 Einwohnern des Stadtteils gehören 3056, also 61,9 Prozent, einer der drei großen christlichen Kirchen an (Stand: Juni 2017). Die übrigen 1884 Personen verteilen sich auf Konfessionslose und Angehörige anderer Religionsgemeinschaften. Unter den rund 3000 Christen stellen Protestanten fast 90 Prozent: 1538 gehören der Evangelisch-lutherischen Kirche an, 1186 der Reformierten Kirche. Auf die Römisch-katholische Kirche entfallen 332 Angehörige.
In Port Arthur/Transvaal befindet sich zur ev.-luth. Johannes-Gemeinde zählende Gemeindehaus an der Schwabenstraße, das 1962 erbaut wurde. Die Gemeinde umfasst den gesamten Stadtteil sowie den Nachbarstadtteil Constantia, der jedoch über ein eigenes Gemeindehaus verfügt. Außerdem haben die Zeugen Jehovas ihren für das gesamte Emder Stadtgebiet zuständigen Königreichssaal nur unweit der lutherischen Kirche, ebenfalls an der Schwabenstraße, erbaut. Weiterhin gibt es an der Cirksenastraße das einzige Gemeindehaus der Pfingstbewegung in Emden. Sie firmiert als Christengemeinde Emden und ist ein eingetragener Verein mit zirka 70 Mitgliedern.

## Wirtschaft und Infrastruktur

### Unternehmen

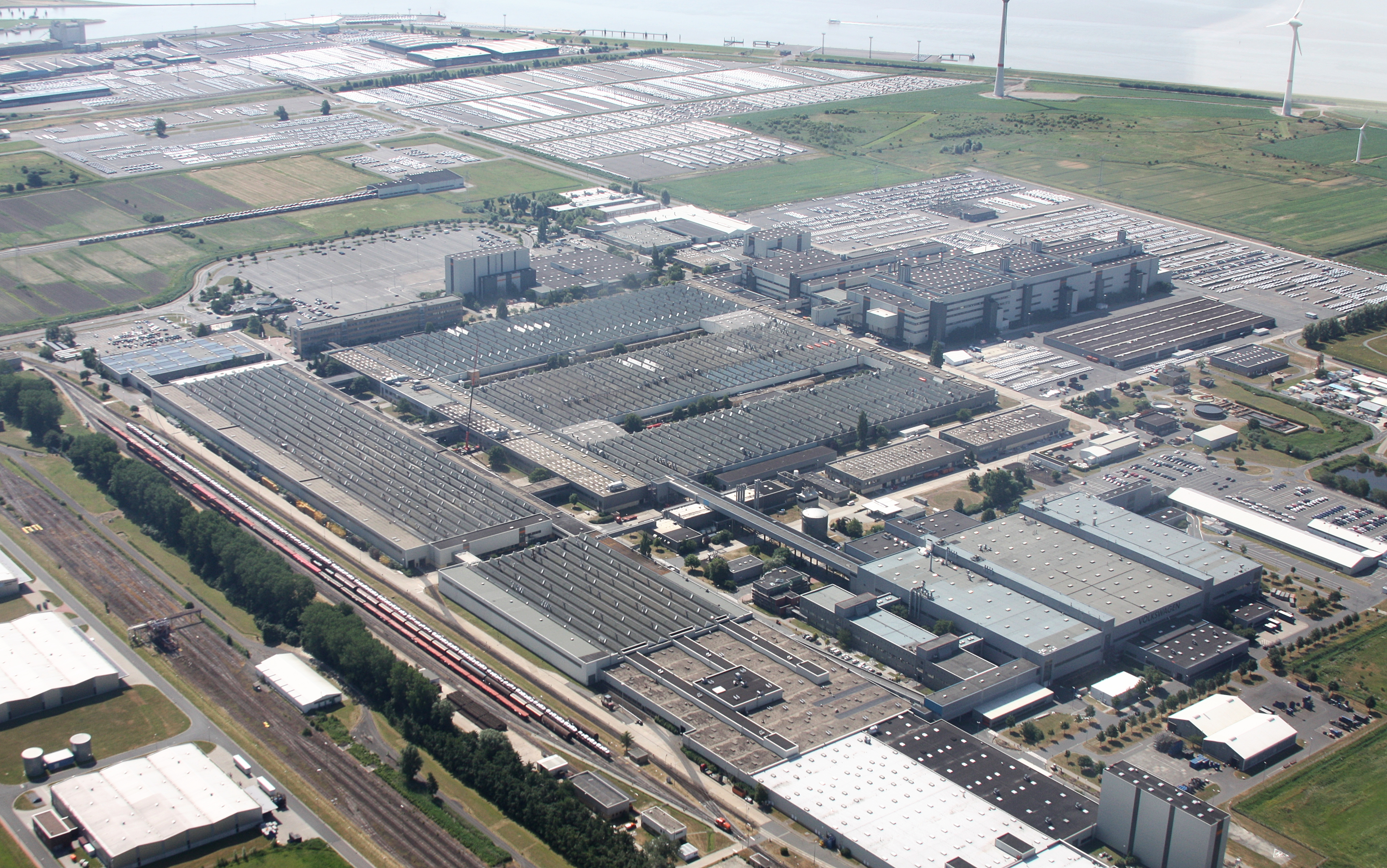
Luftbild des VW-Werks, im Hintergrund links der Teil des Hafens, in dem der Autoumschlag stattfindet

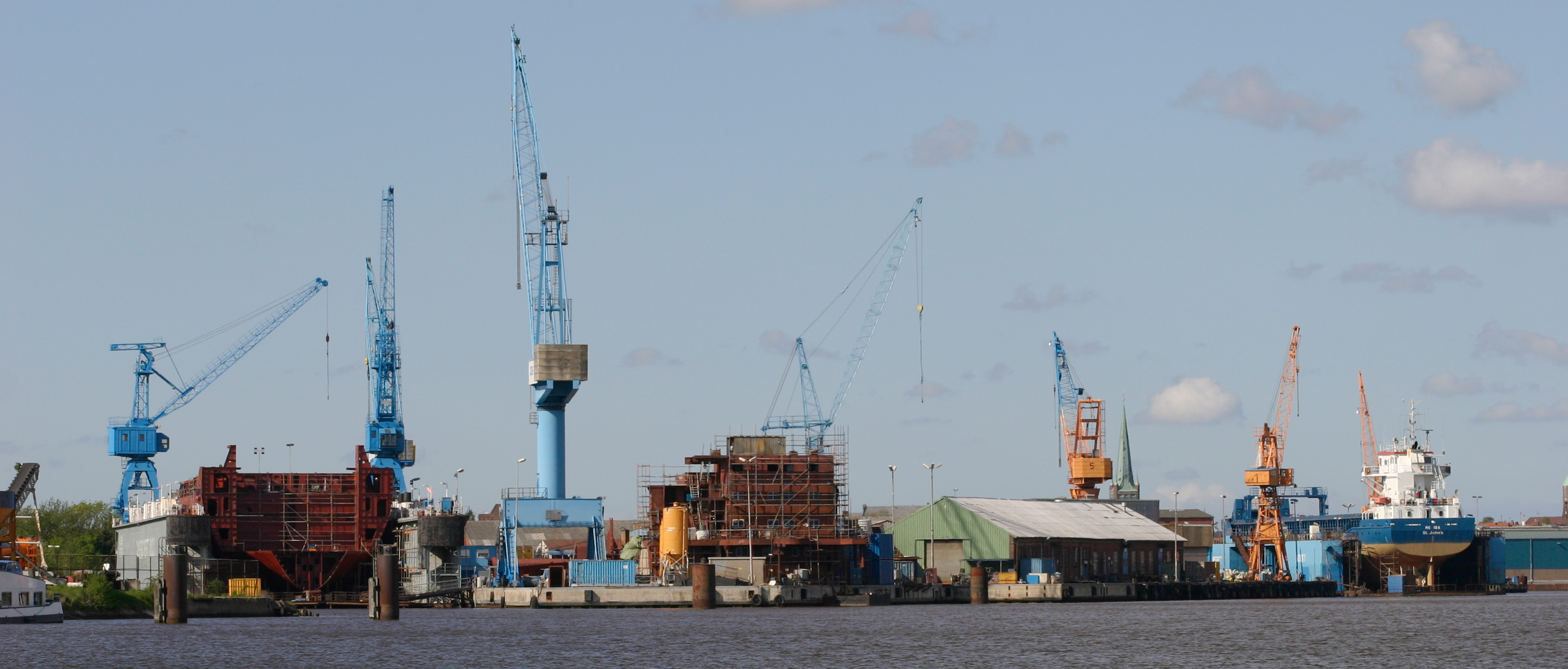
Cassens-Werft

Das Gebiet des Stadtteils reicht im Süden bis an die Ems und schließt diverse Hafenbetriebe und Umschlagsanlagen ein, darunter den Borkum-Kai der AG Ems, wo die Fähren zur Insel ablegen, und die Piers und Stellflächen, an denen der Autoexport und -import vorgenommen wird. Auch die beiden Schleusen, die den Emder Hafen mit der Ems verbinden, liegen auf dem Gebiet von Port Arthur/Transvaal.
In jenem Stadtteil befinden sich darüber hinaus das ehemalige Werk des Lebensmittelherstellers Ültje und die Schulte & Bruns Werft, einer der Werksbahnhöfe des Emder VW-Werkes sowie weitere Firmen, unter anderem die Cassens-Werft, Werft-Zulieferer, Firmen der Logistikbranche und Bauunternehmen.
Auch heute noch sind viele Einwohner des Stadtteils im Hafen und auf den Werften beschäftigt – neben der Cassens-Werft auch auf den benachbarten Nordseewerken. Darüber hinaus verdienen viele ihr Geld im nahe gelegenen Volkswagenwerk, welches die Stadt statistisch ohnehin zu Port Arthur/Transvaal rechnet. Bis zu ihrer endgültigen Schließung am 3. März 1979 gehörte auch die Schulte & Bruns Werft zu den Werftbetrieben im Stadtteil.
Auf dem Gelände der 1960 eröffneten und 1992 endgültig geschlossenen Raffinerie der Erdölwerke Frisia haben sich – nach der Dekontaminierung des Geländes – inzwischen mehrere Automobilzulieferer angesiedelt, darunter Brose.
Entlang der Nesserlander Straße befinden sich eine Reihe von kleineren mittelständischen Firmen. Dazu gehören Unternehmen aus dem Bereich Schiffszulieferer wie etwa die Emder Schiffsausrüstung GmbH, das zur Auricher Janssen-Gruppe gehörende Schiffselektronik-Unternehmen Janssen Elektromaschinen GmbH, ehemals ESIE (Emder Schiffs- und Industrie-Elektrik), und weitere. Im nordöstlichen Bereich in Hafennähe unterhält das mittelständische, auf Wasserbau spezialisierte Bauunternehmen Gebr. Neumann eine Lager- und Kaifläche für ihre Bauschiffe. Das Maschinenbau-Unternehmen Franken & Sohn fertigt ebenfalls an der Nesserlander Straße. Zwei Betonwerke und ein größerer Baustoffhändler sowie kleinere Handels-, Handwerks und teils auch industrielle Produktionsunternehmen sind dort ebenfalls zu finden.
Die Anker Schifffahrtsgesellschaft, ein Tochterunternehmen von Lexzau, Scharbau, ist eines der Unternehmen, das den Autoumschlag im Außenhafen organisiert. Daneben sind in diesem Bereich auch die Emder Verkehrsgesellschaft und die VW-Tochter Volkswagen Transport aktiv. Die Firma Tremosa kümmert sich um die Aufbereitung von nach Deutschland importierten Fahrzeugen von Marken des VW-Konzerns. Im Außenhafen stehen auch drei Silos, in denen Getreide eingelagert wird.

### Öffentliche Einrichtungen

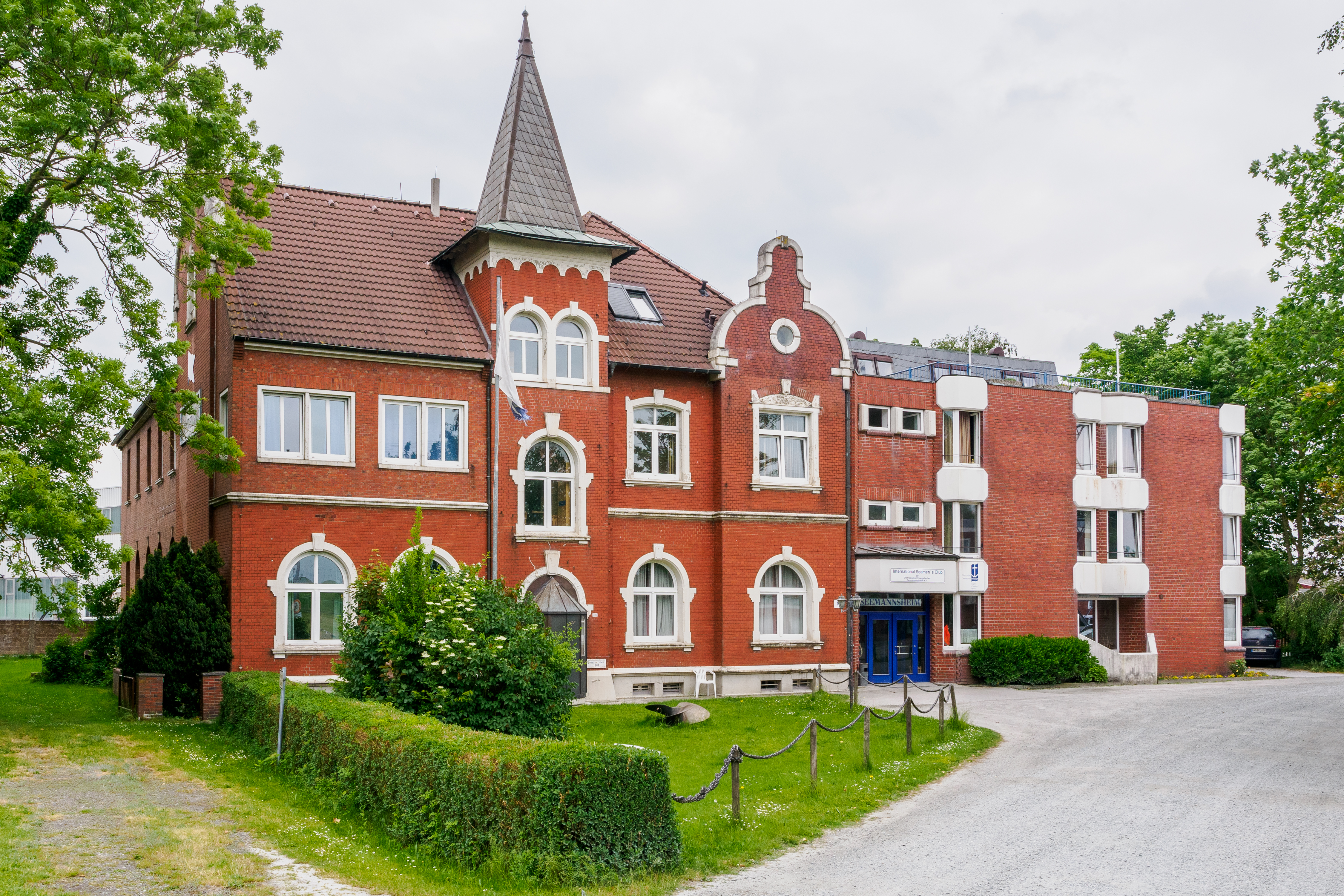
Seemannsheim / International Seaman’s Club

An der Hafenstraße befindet sich die Hafenzentrale, die den ein- und auslaufenden Schiffsverkehr überwacht und An- und Abmeldungen der Schiffe entgegennimmt. Die Beschäftigten sind Bedienstete des Landes Niedersachsen als Eigner des Emder Hafens. Im Hafen sind darüber hinaus mehrere Dienststellen von weiteren Landes- und Bundesbehörden zu finden, die der Kontrolle des Schiffsverkehrs dienen. Dazu zählen ein Revier der Bundespolizei, der Wasserschutzpolizei und des Zolls, der im Außenhafen die Zollkreuzer Emden und Lüneburg vorhält. Im Stadtteil befindet sich zudem der Sitz des Bezirks Emden der Agentur für Arbeit. Zu den öffentlichen Einrichtungen zählt zudem das vom Verein Ostfriesische Evangelische Seemannsmission getragene Seemannsheim, das auch Angehörigen anderer Konfessionen offensteht.

### Verkehr
Die Wohngebiete des Stadtteils werden hauptsächlich von drei parallel zueinander verlaufenden Straßen erschlossen: der Nesserlander Straße, der Cirksenastraße und der Althusiusstraße. Sie verlaufen ungefähr in nordöstlich-südwestlicher Richtung. Hauptverkehrsader ist die Nesserlander Straße, die den Verkehr von der Innenstadt in den Außenhafen aufnimmt. Sie ist Teil eines Ringes um die Innenstadt, gebildet aus dem Autobahnhalbring, der Bundesstraße 210 und weiteren städtischen Straßen. Die anderen beiden Straßen sind – wie weite Teile des Stadtteils – als Tempo-30-Zone ausgewiesen. Neben den genannten Straßen ist die Frisiastraße/Niedersachsenstraße als Verbindung zwischen dem Hafen und dem Beginn der Bundesautobahn 31 von höherer Bedeutung. Im autobahnnäheren Abschnitt heißt die Straße Niedersachsenstraße und wurde in den 2000er-Jahren vierspurig ausgebaut. Bei allen genannten Straßen handelt es sich um Gemeindestraßen, das heißt, Straßenbaulastträger ist die Stadt Emden.
Während auf den Hauptstraßen innerhalb des Siedlungskerns wie Cirksenastraße und Althusiusstraße nur eine mäßige Verkehrsbelastung festzustellen ist (die Zahlen aus dem aktuell gültigen Verkehrsentwicklungsplan der Stadt aus den frühen 2000er-Jahren führen knapp 3600 und knapp 3300 Kraftfahrzeuge pro Tag an), sind es auf der Nesserlander Straße aufgrund des Verkehrs in Teile des Hafens fast doppelt so viele: 6600 im nördlichen und 7100 im südlichen Bereich. Auf der Niedersachsenstraße, der Verlängerung der A 31, sind es 10.500 Fahrzeuge täglich. Die unmittelbare Zufahrt zum VW-Werk wird täglich von 12.600 Kfz befahren. Als Verbindung zwischen der Larrelter Straße und dem Stadtteil Friesland, dessen Hafenanteilen sowie den weiter östlich gelegenen Stadtteilen kommt dem Straßenzug Fletumer Straße/Hansastraße höhere Bedeutung zu. Dort wurden knapp 5700 bzw. 6100 Fahrzeuge gezählt. Bereits in den späten 1980er Jahren wurde die Fletumer Straße wegen ihres „Abkürzungscharakters“ für Fahrzeuge über 7,5 Tonnen gesperrt, zumal die Wohnbebauung dort dicht am Straßenkörper steht.

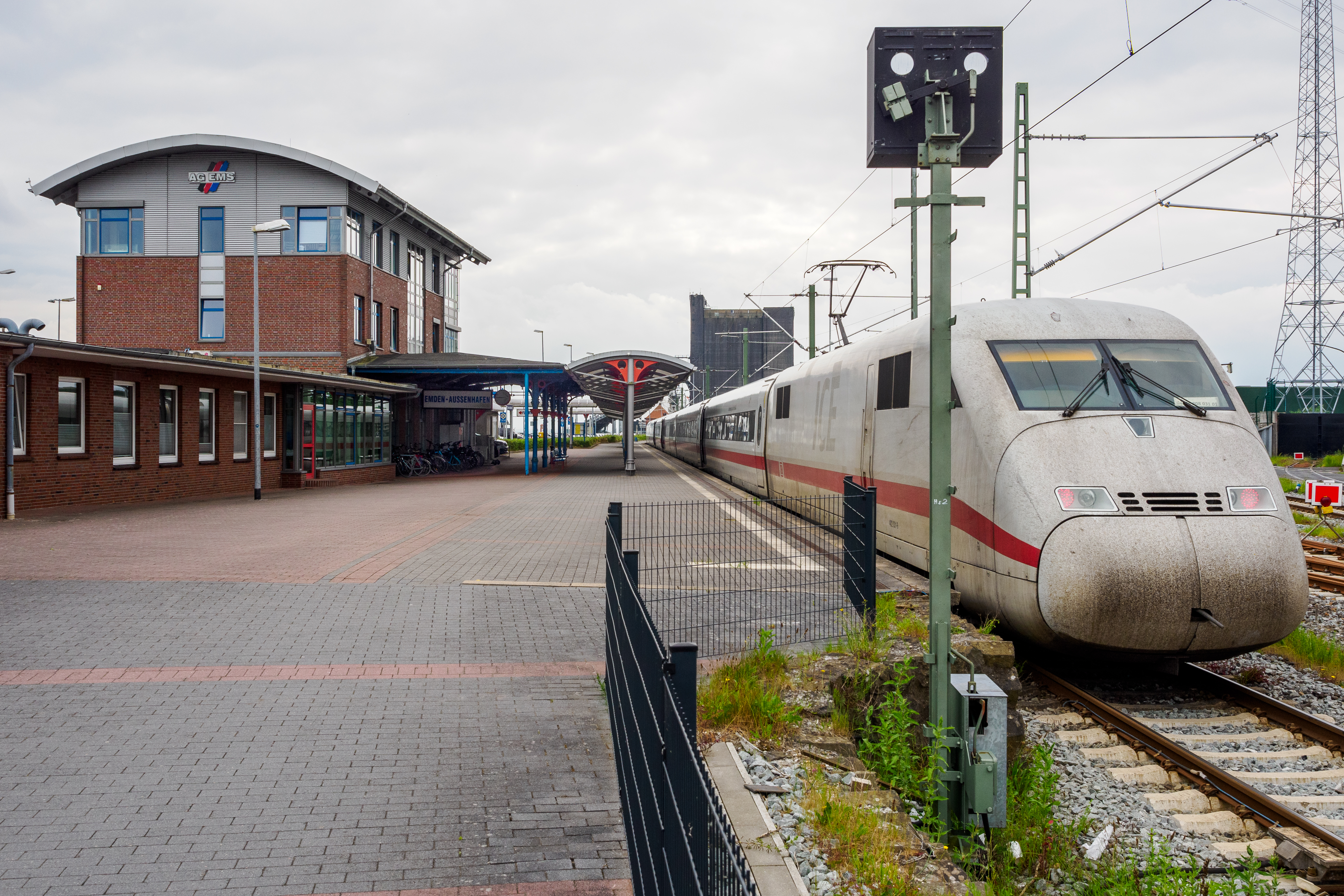
Bahnhof Emden Außenhafen

Die ÖPNV-Verbindung durch den Stadtteil ist die Buslinie 7 des Emder Stadtverkehrs. Sie verbindet den Stadtteil montags-freitags alle 30 Minuten, in den Abendstunden und am Wochenende stündlich mit der Emder Innenstadt und dem Hauptbahnhof.
Neben dem Straßenverkehr spielt auch der Eisenbahnverkehr eine hervorgehobene Rolle. Die nordwestliche Begrenzung des Stadtteils bildet die Bahnstrecke Rheine–Norddeich Mole in Richtung Emden Hauptbahnhof. Kurz vor dem Hauptbahnhof zweigt von der Eisenbahnlinie eine Stichstrecke zum Verladebahnhof des Volkswagenwerks Emden ab. Die Strecke bildet zugleich die Grenze zum Nachbarstadtteil Constantia. Vollständig innerhalb von Port Arthur/Transvaal liegt hingegen eine weitere Stichstrecke, nämlich die Bahnstrecke Emden–Emden Außenhafen zum dortigen Bahnhof. Industriegleise binden mehrere Hafenbetriebe an.
Zum Stadtteil gehört der komplette Außenhafen, in dem unter anderem ein Großteil des Autoumschlags vonstattengeht. Des Weiteren befinden sich im Außenhafen der Fähranleger zur Insel Borkum und ein Yachthafen. Die weiteren Hafenanlagen der Stadt befinden sich binnendeichs, Schiffe gelangen durch die Große Seeschleuse (fertiggestellt 1913) oder durch die kleinere Nesserlander Schleuse (fertiggestellt 1888) in den Hafen. Beide liegen im Gebiet von Port Arthur/Transvaal.

### Bildung
Im Stadtteil befindet sich die Cirksenaschule an der gleichnamigen Straße. Sie ging aus der früheren Dollartschule, einer Haupt- und Realschule, hervor und ist nunmehr eine reine Hauptschule. Im Gebäude untergebracht ist zudem die Grundschule Nesserland, die sich zuvor mehr als 50 Jahre lang in einem eigenen, zunächst nur als Provisorium gedachten Gebäude an der Nesserlander Straße befand. Aufgrund gesunkener Grundschülerzahlen gab die Stadt Emden ein eigenes Schulgebäude jedoch auf und integrierte die Grundschule (baulich) in die Hauptschule. Nach der Einrichtung einer ersten Integrierten Gesamtschule in Emden im Nachbarstadtteil Borssum wurde die Cirksenaschule 2013 als Hauptschule aufgelöst und in eine reine Grundschule umgewandelt. Zu diesem Zweck wurde die in der Innenstadt gelegene Grundschule Emsschule aufgelöst und in die dann als Grundschule Cirksenaschule firmierende Bildungseinrichtung integriert. Daneben befinden sich in Port Arthur/Transvaal ein städtischer Kindergarten an der Schwabenstraße und ein Kindergarten der Arbeiterwohlfahrt an der Althusiusstraße.

## Architektur und Städtebau
Die Straßen des Viertels sind vornehmlich nach Personen des ostfriesischen Grafengeschlechts Cirksena, nach bei Sturmfluten untergegangenen Dörfern im Bereich des Dollarts und nach Städten in Westfalen und im Ruhrgebiet benannt, zu dem Emden in früheren Jahrzehnten intensive wirtschaftliche Kontakte hatte (siehe Geschichte der Stadt Emden).
Nahezu alle Wohnhäuser des Viertels sind Klinkergebäude, der in Ostfriesland allgemein am weitesten verbreitete Baustoff.
In Port Arthur/Transvaal gibt es wie im restlichen Stadtgebiet noch eine Reihe von Bunkern. Derjenige an der Fletumer Straße wird von lokalen Musikgruppen für Übungszwecke genutzt, derjenige an der Nesserlander Straße dient als Lagerraum für einen Betrieb. Weitere kleinere Bunker sind über den Stadtteil verstreut.
Als öffentlicher Platz dient der Platz Unner de Boomen (aus dem Plattdeutschen: Unter den Bäumen). Dieser liegt direkt nördlich des historischen Kerns des Stadtteils. Neben einem Spielplatz findet sich dort auch eine größere, asphaltierte Fläche, die für gemeinschaftliche Veranstaltungen genutzt wird. Bei Minusgraden im Winter wird der Platz geflutet, um Schlittschuhläufern eine Eislauffläche zu bieten.

## Einwohnerstatistik
Port Arthur/Transvaal hat derzeit 4940 Einwohner (30. Juni 2017). Damit ist der Stadtteil nach dem Stadtzentrum, Barenburg und Borssum der viertgrößte Emdens. Etwa jeder Zehnte der 49.202 Emder lebt in Port Arthur/Transvaal.
In der Altersgruppe bis einschließlich 19 Jahren liegt der Stadtteil knapp unter dem städtischen Durchschnitt. Während 20,9 Prozent aller Emder jünger als 20 Jahre sind, sind es 20,7 Prozent aller Einwohner des Stadtteils. Auch bei den Senioren ist der Anteil geringer. 20,2 Prozent aller Emder sind zwischen 60 und 79 Jahren alt, aber nur 19,6 Prozent aller Einwohner des Stadtteils. Bei den Senioren über 80 Jahren liegt der städtische Anteil bei 4,9 Prozent, derjenige in Port Arthur/Transvaal nur bei 3,5 Prozent. Dies ist nicht zuletzt auf das Fehlen von Seniorenwohnheimen in Port Arthur/Transvaal zurückzuführen. Über dem städtischen Durchschnitt liegt demzufolge der Anteil der 20- bis 59-Jährigen an der Gesamtbevölkerung des Stadtteils im Vergleich zu den gesamtstädtischen Zahlen. Der Medianwert in Port Arthur/Transvaal liegt in der Alterskohorte der 35- bis 39-Jährigen.
Der Ausländeranteil ist leicht überdurchschnittlich im Vergleich zu den Gesamtzahlen der Stadt. Während in Emden 4,7 Prozent aller Einwohner Ausländer sind, liegt die Zahl für den Stadtteil bei 5,9 Prozent. Besonders in den 1960er und frühen 1970er Jahren sind Gastarbeiter zugezogen, die vornehmlich auf den Werften Arbeit fanden. Eine größere Gruppe davon stammte aus Portugal. Daher gab es über mehrere Jahre auch ein portugiesisches Freizeitzentrum (centro portugues) an der Jansumstraße, untergebracht in einer ehemaligen Kneipe. Mittlerweile ist dieses allerdings wieder geschlossen.

## Sport und Freizeit
Sportverein des Stadtteils ist der FC Frisia Emden. Gegründet wurde der Verein 1929 von zirka 60 arbeitslosen Einwohnern des Stadtteils. Er verstand sich von Anbeginn als Arbeitersportverein. Die ersten Spiele wurden mangels Sportfeldes nur auswärts ausgetragen, bevor in Eigenleistung ein Fußballplatz angelegt wurde.
Als die Nationalsozialisten die Arbeitersportverbände auflösten, schloss sich der FC Frisia dem Nationalsozialistischen Reichsbund für Leibesübungen an. Aus diesem Grund wurde der Verein – wie fast alle Emder Vereine – nach dem Krieg von den Besatzern auch nicht sofort wieder zugelassen. Eine Neugründung erfolgte unter dem Namen FC Dollart. Dieser Verein wurde zwei Jahre später wieder aufgelöst, der FC Frisia gründete sich neu. Einen neu hergerichteten Sportplatz weihten die Vereinsmitglieder 1964 ein, einen weiteren, wenige Hundert Meter entfernt liegenden, 14 Jahre später.
Heute hat der FC Frisia, der seit Wiedergründung 1948 mit nur sehr wenigen Ausnahmen fast durchgängig in der Bezirksklasse Ostfriesland spielte, zirka 750 Mitglieder, davon 350 unter 18 Jahren. Neben Fußball wird im Verein auch Völkerball, Turnen, Gymnastik, Laufen und Skat angeboten. Die Erste Fußball-Herrenmannschaft spielt ab der Saison 2013/2014 in der zu dieser Saison neugegründeten, ostfrieslandweiten Kreisliga (Ostfrieslandliga), der drittniedrigsten (oder achthöchsten) Spielklasse im Ligensystem in Niedersachsen.
Zudem gibt es in Port Arthur/Transvaal einen Bürgerverein, der in dem Veranstaltungsraum Pumpstation kulturelle Veranstaltungen organisiert. Dort beheimatet ist auch die 1979 gegründete Theatergruppe (plattdeutsch: Spöldeel) Transvaal.

## Persönlichkeiten

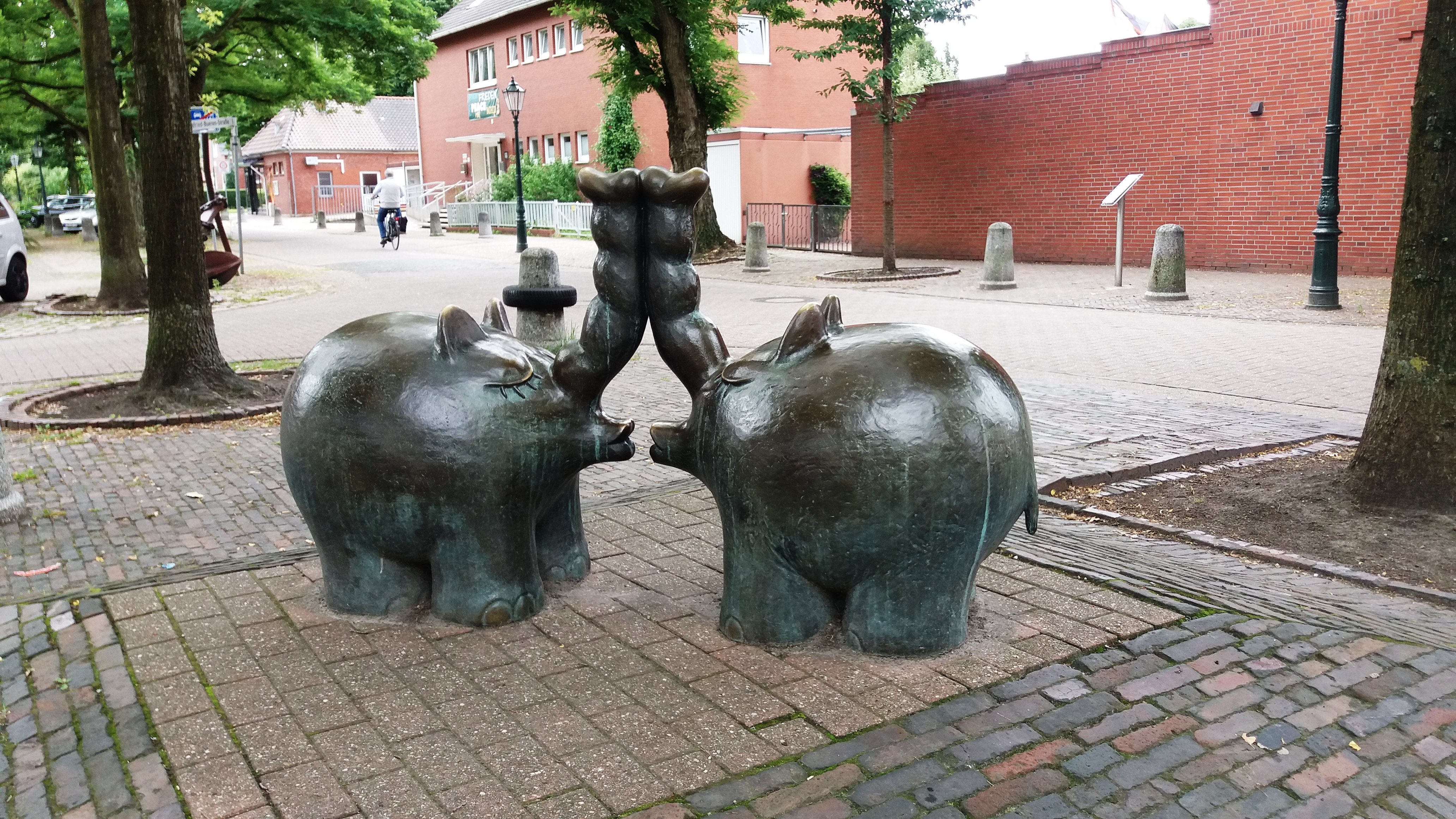
Ottos-Ottifanten im Stadtteil Transvaal

Von Otto gestiftete Ottifanten

Im Stadtteil Transvaal ist der Komiker Otto Waalkes aufgewachsen. Zu seinen Ehren wurde eine Skulptur auf dem zentralen Platz, an der Dollartstraße 30 des Stadtteils errichtet, die Ottifanten darstellt und von Otto im Jahr 1987 gestiftet wurde.
In einer der Barackensiedlungen am Hafen verbrachte nach dem Krieg zudem der in Emden geborene Regisseur Wolfgang Petersen seine ersten Lebensjahre.
An mehrere kommunistische Widerstandskämpfer wird mit Stolpersteinen gedacht, darunter Karl und Aaltje Staub (Godfried-Bueren-Straße) und Conrad Frese (Berumer Straße).